# Studentförbund
Studentförbund kallas vanligen en organisation som drivs av och för studenter och som (till skillnad från studentkårer) inte har som huvudsyfte att vara studenternas företrädare gentemot sitt lärosäte. Vanligen används beteckningen studentförbund för en nationell sammanslutning av flera lokala studentföreningar. 

## Fakultetsanknutna eller arbetslivsinriktade studentförbund
- Association internationale des étudiants en sciences économiques et commerciales (AIESEC)
- Board of European Students of Technology (BEST)
- Erasmus Student Network
- European Law Students Association (ELSA)
- Förenade Pedagogstudenter

## Politiska studentförbund
| Namn                                | Ideologi                    | Partikoppling                      | ! Förkortning |
| ----------------------------------- | --------------------------- | ---------------------------------- | ------------- |
| Centerstudenter                     | Liberalism                  | Centerpartiet                      | CS            |
| Fria Moderata Studentförbundet      | Konservatism och liberalism |                                    | FMSF          |
| Gröna studenter                     | Grön ideologi               | Miljöpartiet                       |               |
| Socialdemokratiska studentförbundet | Demokratisk socialism       | Socialdemokraterna                 | S-studenter   |
| Konservativa förbundet              | Konservatism, Högerpopulism | Sverigedemokraterna (finansiering) | KF            |

Vänsterpartiet hade 1995-2020 ett studentförbund kallat Vänsterns studentförbund. Dessförinnan hade man ett studentförbund i Kommunistiska Högskoleförbundet.
Liberalerna hade fram till 1995 ett studentförbund kallat Liberala studentförbundet. Idag finns ett nätverk inom LUF vid namn Liberala studenter. Likaså har Moderata ungdomsförbundet en sektion som kallas Moderata studenter.

## Studentförbund med andra inriktningar
- Kristna studentrörelsen i Sverige
- Sveriges Förenade HBTQ-studenter